# Arbourse
Arbourse is een gemeente in het Franse departement Nièvre (regio Bourgogne-Franche-Comté) De plaats maakt deel uit van het arrondissement Cosne-Cours-sur-Loire en telt 113 inwoners in 2009.
De gemeente ontvolkt gestaag. In 1999 woonden er nog 122 mensen, in 2009 113. In 2006 had 50% van hen de pensioengerechtigde leeftijd.

## Geografie
De oppervlakte van Arbourse bedraagt 9,2 km², de bevolkingsdichtheid is 12,3 inwoners per km².
De onderstaande kaart toont de ligging van Arbourse met de belangrijkste infrastructuur en aangrenzende gemeenten.

## Demografie
Onderstaande figuur toont het verloop van het inwonertal (bron: INSEE-tellingen).